# Vilgertshofen
Vilgertshofen – miejscowość i gmina w Niemczech, w kraju związkowym Bawaria, w rejencji Górna Bawaria, w regionie Monachium, w powiecie Landsberg am Lech, wchodzi w skład wspólnoty administracyjnej Reichling. Leży około 12 km na południe od Landsberg am Lech.

## Demografia
| Rok  | Liczba mieszk. |
| ---- | -------------- |
| 1970 | 1 555          |
| 1987 | 1 741          |
| 2000 | 2 315          |
| 2005 | 2 452          |

### Struktura wiekowa
Dane o ludności z 31 grudnia 2008:
| Opis                                | Ogółem | Ogółem | Kobiety | Kobiety | Mężczyźni | Mężczyźni |
| ----------------------------------- | ------ | ------ | ------- | ------- | --------- | --------- |
| Jednostka                           | osób   | %      | osób    | %       | osób      | %         |
| Populacja                           | 2489   | 100    | 1252    | 50,3    | 1237      | 49,7      |
| Wiek przedprodukcyjny (0–17 lat)    | 546    | 21,94  | 271     | 10,89   | 275       | 11,05     |
| Wiek produkcyjny (18–65 lat)        | 1490   | 59,86  | 732     | 29,41   | 758       | 30,45     |
| Wiek poprodukcyjny (powyżej 65 lat) | 453    | 18,2   | 249     | 10      | 204       | 8,2       |

## Polityka
Wójtem gminy jest Albert Thurner, rada gminy składa się z 14 osób.
|      | FWI | DGP | DGS | OGM | Razem |
| 2008 | 6   | 3   | 3   | 2   | 14    |
| 2002 | 6   | 4   | 3   | 1   | 14    |